# 病毒样颗粒

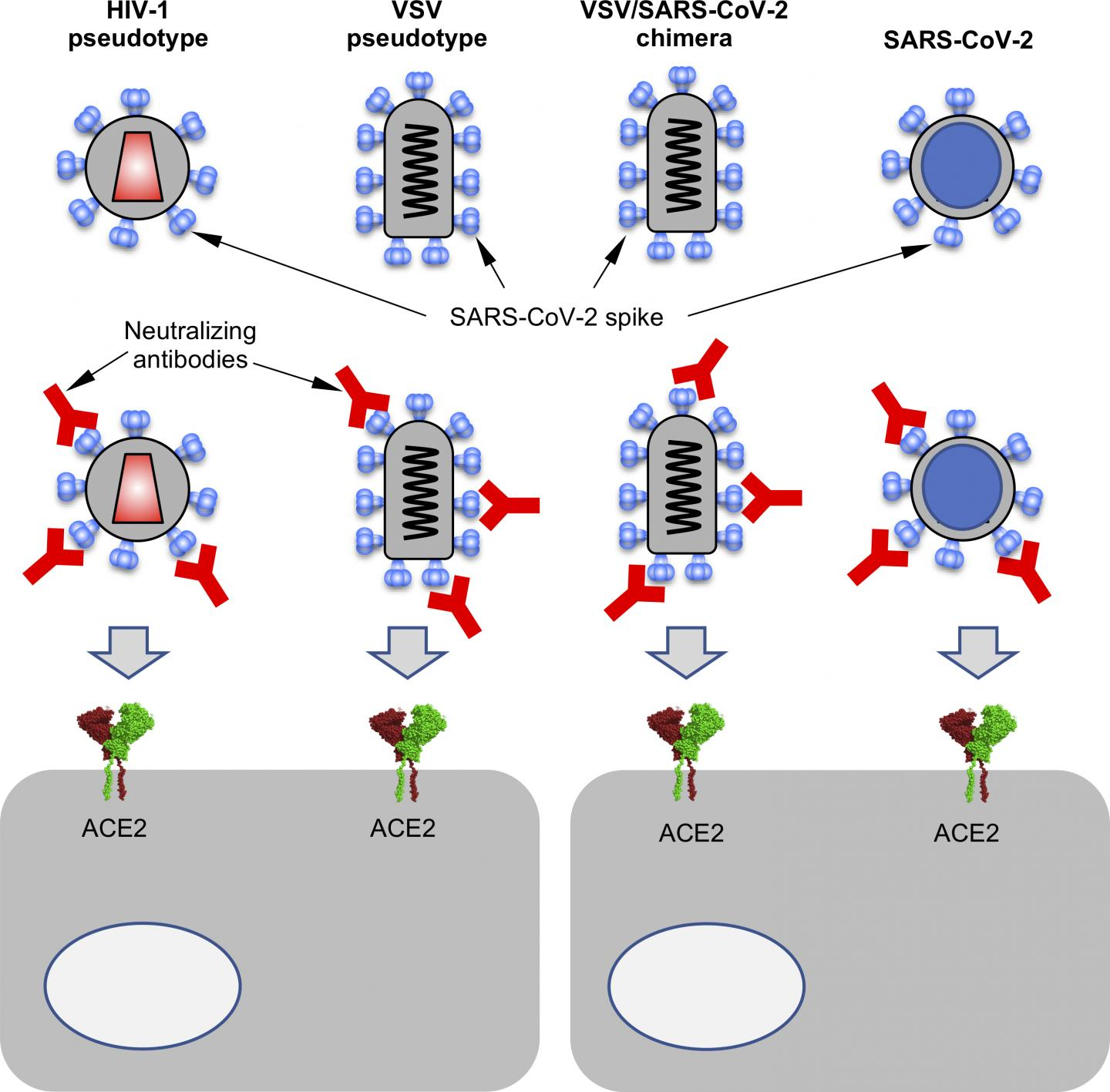

病毒样颗粒（缩写VLP）是指由病毒衣壳蛋白自组装形成的球形或管状蛋白纳米结构，和完整的病毒相比，由于缺少了病毒基因组，并不具有感染性。